# María Romero Meneses
María Romero Meneses (Granada, 13 gennaio 1902 – Las Peñitas, 7 luglio 1977) è stata una religiosa nicaraguense appartenente all'Istituto delle Figlie di Maria Ausiliatrice. È stata proclamata beata da papa Giovanni Paolo II il 14 aprile 2002.

## Biografia
María Romero Meneses nacque a Granada, in Nicaragua, il 13 gennaio 1902 da una famiglia molto agiata, che però prestava regolare soccorso verso i più poveri.
A dodici anni divenne allieva del collegio delle Figlie di Maria Ausiliatrice, giunte da poco nel suo Paese, e imparò a conoscere la figura di san Giovanni Bosco, che sarà determinante per la sua vocazione religiosa. Nel 1923, infatti, entrò a far parte della congregazione delle Figlie di Maria Ausiliatrice, esprimendo così anche una particolare devozione mariana.
La sua attività apostolica e sociale si svolse principalmente in Costa Rica, dove venne inviata nel 1931, mettendosi al servizio dei più poveri, in particolare giovani donne, ma anche bambini semi-abbandonati e famiglie diseredate, che vivevano nei villaggi della capitale.
Fece sorgere, così, strutture per aiutare i bisognosi e tra queste le "ciudadelas de María Auxiliadora".
La sua attività di apostolato fu anche accompagnata da una intensa vita mistica, divenendo per tutti una buona consigliera spirituale. Morì il 7 luglio 1977.

## Culto
Il 18 novembre 1988 ebbe inizio il processo diocesano per la beatificazione di suor Maria Romero Meneses, che si concluse nel 1992.
Il 18 dicembre 2000, venne dichiarata venerabile da papa Giovanni Paolo II, che ne riconobbe le virtù eroiche.
Il 14 aprile 2002 venne proclamata beata dallo stesso pontefice.
La memoria liturgica è il 7 luglio.
Suor Maria Romero è stata una dei santi patroni della Giornata mondiale della gioventù 2019 di Panama.